# لرد آلفرد داگلاس
لرد آلفرد داگلاس (انگلیسی: Lord Alfred Douglas؛ ۲۲ اکتبر ۱۸۷۰ – ۲۰ مارس ۱۹۴۵) ملقب به بوزی (Bosie) شاعر، نویسنده، مترجم و مفسر سیاسی بریتانیایی بود. او بیشتر به‌عنوان معشوق اسکار وایلد شناخته می‌شود.

## رابطه با اسکار وایلد
اسکار وایلد در سال ۱۸۹۵ میلادی به دلیل رابطه با آلفرد داگلاس و ممنوع بودن همجنس‌گرایی در بریتانیای آن زمان، در دادگاه محاکمه شد و به مدت دو سال به زندان افتاد. او در زندان در نامه‌ای طولانی به نام از اعماق احساس خود را به آلفرد داگلاس شرح داد.
 پس از آزاد شدن وایلد از زندان، او و داگلاس یکدیگر را در روان و ناپل ملاقات کردند. و مدتی را با یکدیگر گذراندند. اما به دلیل مشکلات مالی و دیگر مسایل شخصی نتوانستند به زندگی مشترکشان ادامه دهند. پس از آن آلفرد داگلاس به انگلستان بازگشت و وایلد سال‌های پایانی زندگی خود را در پاریس گذراند.